# Городская усадьба Ф. Н. Глинки
Городская усадьба Ф. Н. Глинки — два исторических здания в центральной части Твери, являющиеся выявленными памятниками архитектуры.
Расположена на улице Желябова, главный дом — № 30, флигель — № 32.
Архитектурный комплекс, имеющий официальное название «Городская усадьба Ф. Н. Глинки» состоит из главного дома и жилого флигеля, построенных в стиле позднего классицизма.
Главный дом усадьбы был построен между 1856 и 1861 годами. Представляет собой двухэтажный дом, первый этаж кирпичный с белокаменным цоколем, второй этаж — деревянный. 11 июня 2008 года на стене дома была памятная плита.
Последние годы своей жизни Фёдор Николаевич Глинка прожил в Твери. У поэта была большая библиотека, часть которой в 1897 году была передана Тверскому музею.